# Фабріціо Курчо
Фабріціо Курчо (нар. 1966) — італійський урядовець, який обіймав посаду голови цивільного захисту Італії з 3 квітня 2015 року по 8 серпня 2017 року та знову з 26 лютого 2021 року.

## Біографія
Фабріціо Курчо народився в 1966 році, закінчив інженерний факультет Римського університету ла Сап'єнца, а згодом отримав два звання магістра з цивільного захисту та з безпеки і захисту в Європі.
Курчіо уперше розпочав займатися надзвичайними ситуаціями як офіцер італійського національного корпусу пожежників «Vigili del Fuoco». У цей період він був у складі мобільної колони, яка займалася ліквідацією надзвичайної ситуації, спричиненої землетрусом в Умбрії та Марке в 1997 році. Пізніше він координував роботу пожежників, які брали участь у Ювілеї 2000 року католицької церкви, та саміті Росія–НАТО у 2002 році в Пратіка-ді-Маре.
У 2007 році Фабріціо Курчо перейшов працювати до служби цивільного захисту, де з подання Гвідо Бертоласо став керівником секретаріату. У наступному році він очолив відділ заходів при надзвичайних ситуаціях" та працював під час різних надзвичайних ситуацій, включаючи повені та селеві потоки в Мессіні 2009 року, а також у Лігурії та Тоскані, землетрус у Л'Аквілі 2009 року та землетруси в Емілії-Романьї 2012 року, а також виведення Costa Concordia після корабельної аварії біля острова Ізола-дель-Джильйо.
3 квітня 2015 року прем'єр-міністр Маттео Ренці призначив Курчо керівником служби цивільного захисту, замінивши Франко Габріеллі, який став префектом Риму. 8 серпня 2017 року Курчо пішов у відставку з особистих причин, і його змінив Анжело Борреллі.
26 лютого 2021 року, після закінчення терміну повноважень Анджело Борреллі, прем'єр-міністр Маріо Драґі знову призначив Курчо керівником служби цивільного захисту.